# Arte vikingo

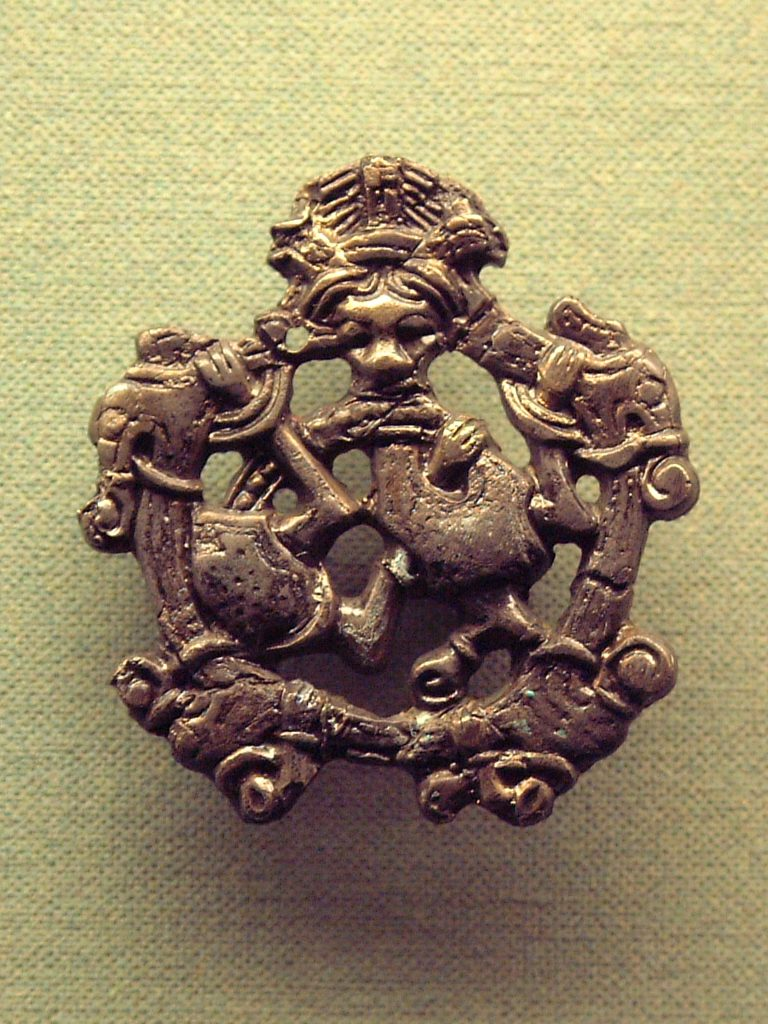
Broche de Hedeby, Suecia, con una bestia de manos prensiles.

Se denomina arte vikingo al desarrollado en los países nórdicos y sus áreas de influencia durante la época vikinga (siglos VIII-XII). Forma parte del estilo zoomórfico germánico, desarrollado a partir de influencias del arte romano tardío, el arte celta y motivos de los pueblos de las estepas de Asia.
Se trató principalmente de un arte aplicado, presente en objetos de la vida cotidiana, tales como herramientas, utensilios y joyas, aunque también se utilizó en piedras rúnicas y de manera tardía en iglesias. Se conservan principalmente ejemplares de este arte en metales y piedra, pero también estuvo presente en madera y tela.

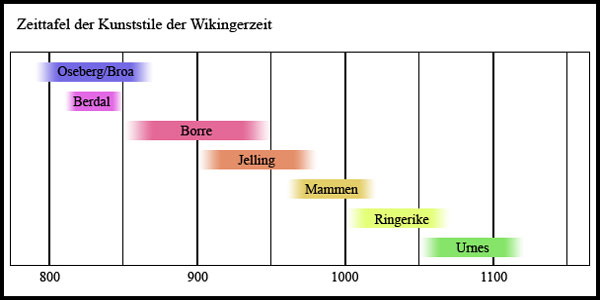
Cronología de los estilos de decoración animal escandinavos.

De acuerdo a su desarrollo suele dividirse en seis estilos: Broa-Oseberg, Borre, Jelling, Mammen, Ringerike y Urnes.

## Estilo Broa-Oseberg
El estilo Broa-Oseberg se considera el primer período del arte vikingo. Este estilo se extiende desde la segunda mitad del siglo VIII hasta mediados del siglo IX. Toma el nombre de la tumba de un hombre en la localidad de Broa, Gotland, Suecia, y de la tumba de una mujer en Oseberg, Noruega. En Broa se encontraron varias piezas de bronce que formaron parte de bridas de caballo. En Oseberg, lugar de la tumba vikinga más rica de toda la historia, el cuerpo de la mujer se situaba dentro de un barco ornamentado, en cuyo interior se encontraba una gran ofrenda funeraria, que incluye textiles y una gran cantidad de objetos tallados en madera, como un carro, trineos, armazones de cama y ornamentos con cabezas animales.
En este estilo aparecen figuras animales ambiguas y zoológicamente indeterminadas, con cuerpos curvos y proyecciones en forma de zarcillos. En sus cuerpos se distinguen extremidades prensiles que se hacen del cuerpo de otro animal o al propio. Los textiles de Oseberg son de las pocas piezas de tela que se conservan del arte vikingo.

## Estilo Borre

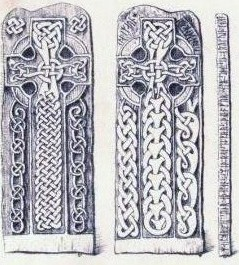
Piedras de la isla de Man.

El estilo Borre (primera mitad del siglo IX — segunda mitad del siglo X) debe su nombre a un barco funerario hallado en Borre, Noruega. Evolucionó a partir del estilo Broa-Oseberg. Se caracteriza por un patrón de trenzado en las líneas, similar a los eslabones de cadena, que forman figuras simétricas. Aumenta el número de bestias con manos prensiles y el desarrollo de las mismas. Las piezas alcanzan mayor finura en la técnica de filigrana y granulación. Además de Borre (principalmente piezas de bridas de caballo), hay también importantes ejemplos de broches en Dinamarca y Suecia. El estilo se extendió a las islas británicas, donde alcanzaría bastante popularidad. En la Isla de Man existen varias piedras monumentales de este estilo, lo mismo que en Gran Bretaña e Irlanda.

## Estilo Jelling

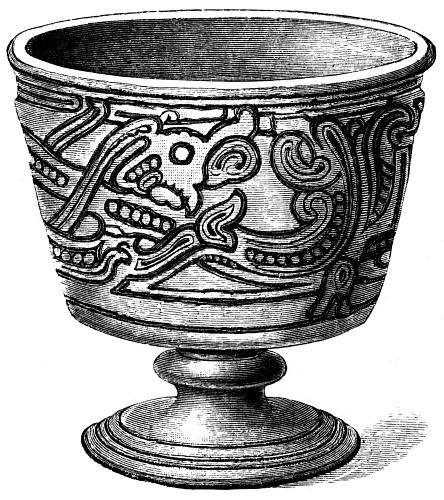
Copón funerario de Jelling.

El estilo Jelling fue nombrado por el hallazgo de un copón de plata en el túmulo funerario real de Jelling, en Dinamarca, en donde probablemente estuvo el primer sepulcro del rey Gorm el Viejo. Se conservan principalmente broches en Dinamarca, Noruega y Suecia, en Inglaterra (en la zona de York), en la isla de Man y en las Orcadas.
Lo característico son las figuras animales en forma de S, con la cabeza en perfil y similar a la de un dragón, mandíbulas abiertas en ocasiones mostrando colmillos y un típico pliegue sobre el labio superior. Los cuerpos de los animales son de forma más coherente que los del estilo de Borre, aunque suele haber formas intermedias entre ambos estilos. Tienen cuerpos alargados, curvos, con decoración longitudinal en forma de escalera y proyecciones en forma de espiral similares a zarcillos vegetales; es posible distinguir algunas extremidades; los cuerpos de los diferentes animales se entrelazan entre sí.

## Estilo Mammen

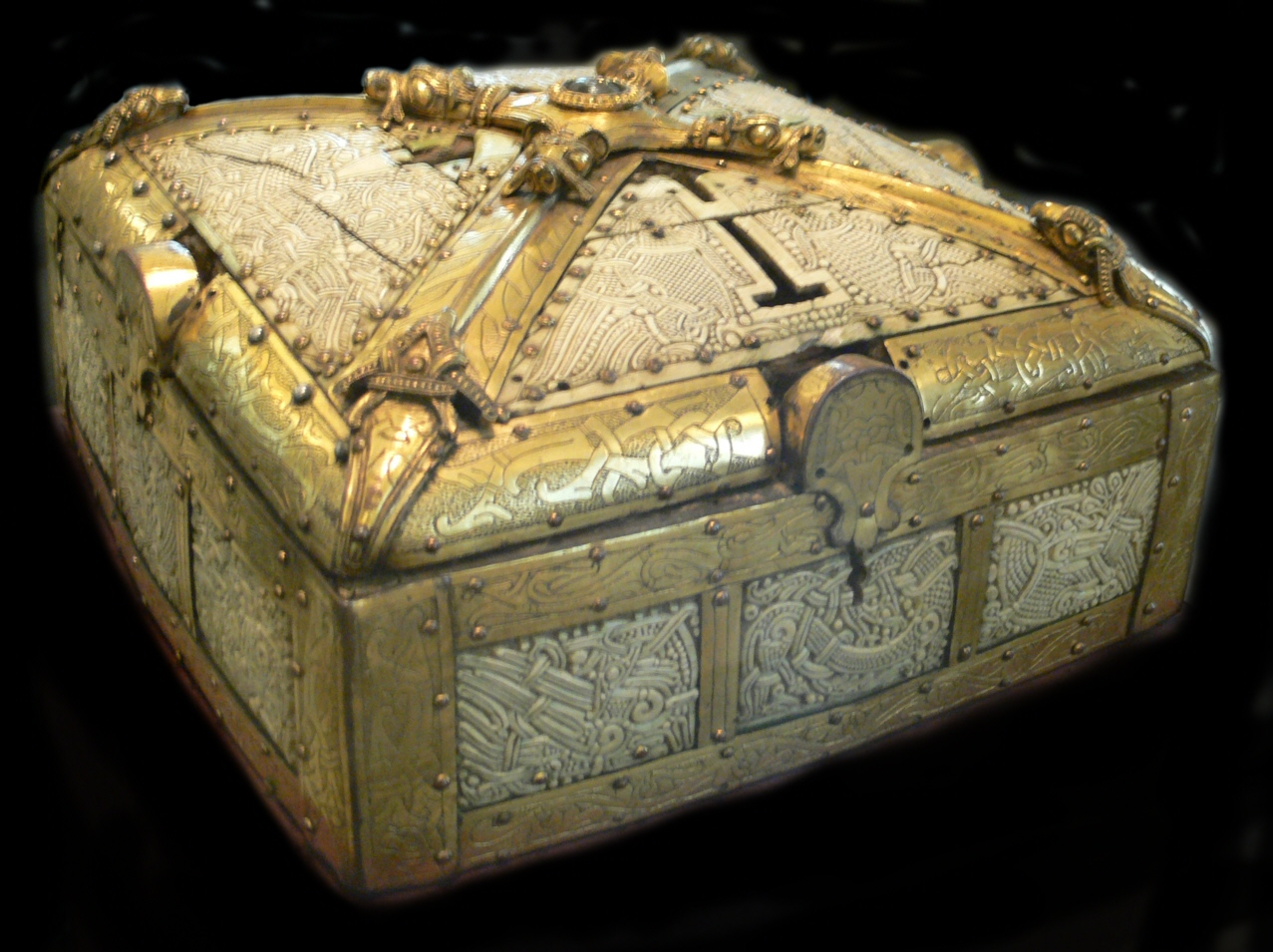
Cofre de Cunegunda, Bamberg.

El estilo Mammen emergió de manera gradual e imperceptible del estilo Jelling y ambos estilos suelen no ser diferenciados en el período de transición. Inclusive, algunos la consideran una transición entre el estilo Jelling y el Ringerike. Entre sus piezas maestras figuran el hacha de Mammen, en Jutlandia, con una figura de ave y un rostro humano, y el cofre de Bamberg (supuestamente perteneciente a la emperatriz Cunegunda), ricamente decorado en marfil de morsa.
En la forma madura de este estilo, los animales toman formas más conspicuas y sustanciosas; las formas en espiral son de mayor tamaño. Por primera vez aparecen formas vegetales claramente diferencadas, en forma de sarmientos, zarcillos y esbozos foliares.

## Estilo Ringerike

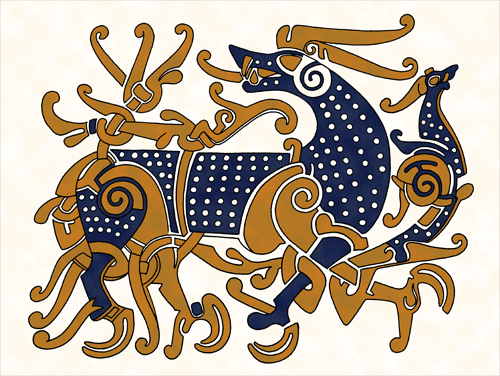
Piedra funeraria de San Pablo, Londres.

El estilo Ringerike coincide con la expansión de la tradición de erigir piedras rúnicas. Su nombre lo toma de un yacimiento arqueológico en la provincia de Buskerud, donde se encontraron piedras rúnicas con ornamentos animales y vegetales. Abarca aproximadamente desde 1000 hasta 1050.
Lo característico del estilo es la presencia de elementos animales, formas vegetales (zarcillos, hojas) bien definidas, o figuras geométricas (principalmente círculos y figuras en espiral, pero también triángulos) que se agrupan o rodean a una figura animal de mayor tamaño. Entre las formas animales predominan los leones y las aves, pero también aparecen formas humanas. Los animales con frecuencia están "coronados". Por primera vez aparece en la decoración la forma de cruz y palmetas. Otro aspecto es la importancia que toma la simetría. El estilo Ringerike se nutrió del arte anglosajón y del arte otoniano. Fue bastante común en Inglaterra e Irlanda, donde se enriqueció de las tradiciones artísticas locales.

## Estilo Urnes

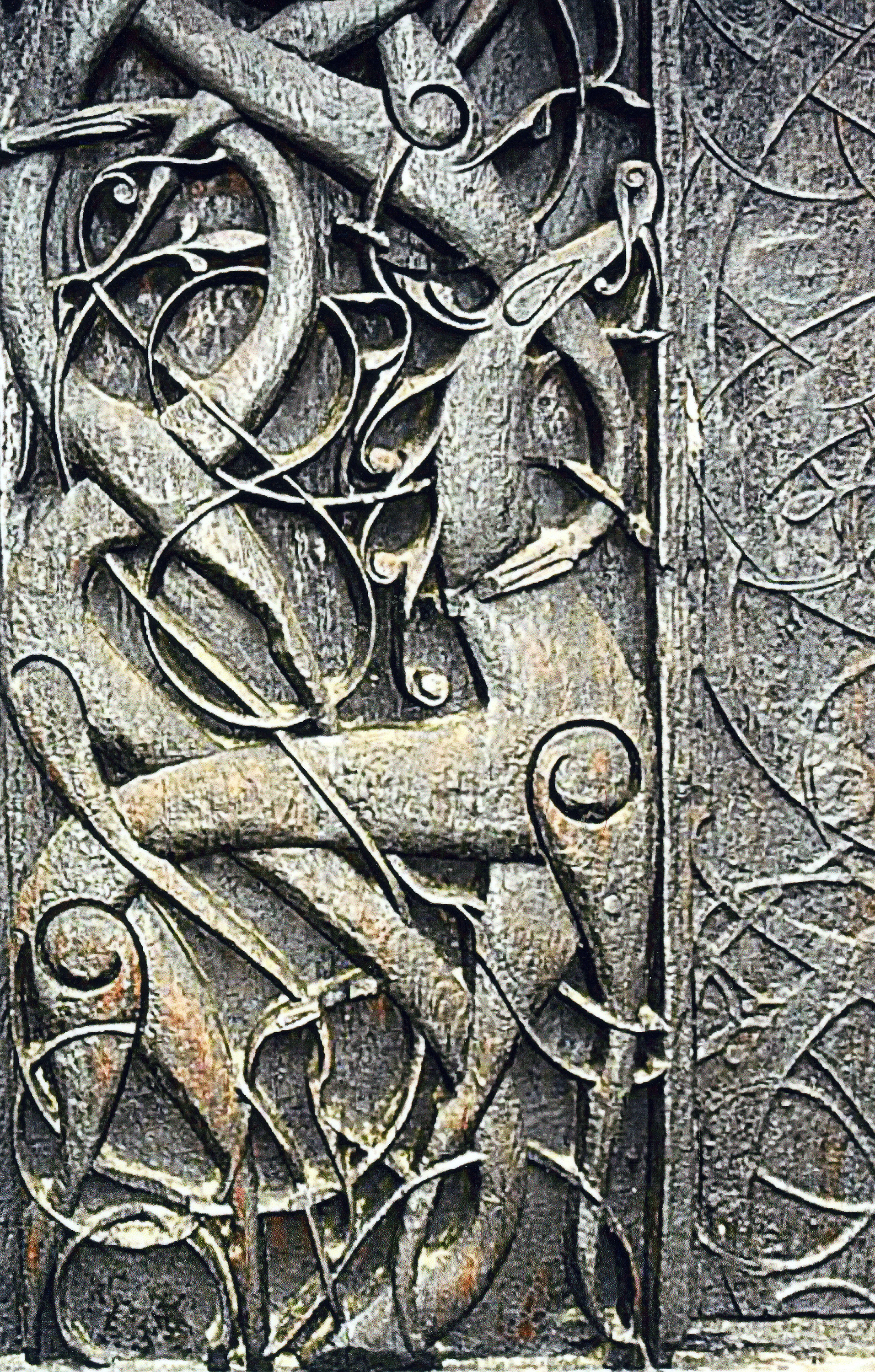
Portal de la iglesia de madera de Urnes (Luster, Noruega).

El estilo Urnes fue nombrado así por el arqueólogo Haakon Shetelig en 1909, quien tomó como prototipo la decoración del portal norte de la iglesia de madera de Urnes. El estilo se extendió desde la segunda mitad del siglo XI hasta la primera mitad del siglo XII.
Es un estilo elegante y vigoroso. Las figuras animales son delgadas, con extremidades, cuando las hay, bastante más esbeltas que el tronco; cuello largo y cabeza estilizada, con ojos en forma de almendra. A menudo aparecen animales en forma de banda o de serpiente, y también aparece la figura del dragón, posiblemente a partir de modelos anglosajón. Otro rasgo es la evidente asimetría y la interacción entre líneas gruesas y delgadas. El estilo también incluye patrones de entrelazado entre delgadas líneas en forma de S o de 8.
El portal de Urnes es un relieve ricamente tallado en madera de mediados del siglo XI, y es la única pieza completa del estilo en Noruega; otros ejemplos más en Noruega, uno importante es el portal de la iglesia de madera de Torpo. Se extendió en todos los países nórdicos: en Dinamarca, por ejemplo, se han hallado unos 100 objetos y fragmentos del estilo. Guarda relación con el arte celta y anglosajón. Los evangelios de Lindisfarne, un manuscrito ilustrado por monjes anglosajones en el siglo VII, muestra los mismos patrones de espirales del portal de Urnes.